# Gonomyia armigera
Gonomyia armigera là một loài ruồi trong họ Limoniidae. Chúng phân bố ở miền Tân bắc.